# Pangio muraeniformis
Pangio muraeniformis är en fiskart som först beskrevs av De Beaufort, 1933.  Pangio muraeniformis ingår i släktet Pangio och familjen nissögefiskar. Inga underarter finns listade i Catalogue of Life.